# Sombrerillo
Sombrerillo är en ort i Mexiko.   Den ligger i kommunen Tantoyuca och delstaten Veracruz, i den sydöstra delen av landet, 230 km norr om huvudstaden Mexico City. Sombrerillo ligger 125 meter över havet och antalet invånare är 266.
Terrängen runt Sombrerillo är lite kuperad. Runt Sombrerillo är det ganska tätbefolkat, med 72 invånare per kvadratkilometer. Närmaste större samhälle är Tantoyuca, 6,1 km nordost om Sombrerillo. Trakten runt Sombrerillo består till största delen av jordbruksmark.